# Верблюд — через игольное ушко
«Верблюд — через игольное ушко» (чеш. Velbloud uchem jehly) — чехословацкая чёрно-белая кинокомедия, снятая режиссёрами  Отакаром Ваврой и  Гуго Гаасом в 1936 году по одноимённой пьесе  Франтишека Лангера. Оператор — Фердинанд Печенка.
Премьера фильма состоялась 19 января 1937 года.

## Сюжет
Ироничная комедия о бедняках, умеющих с пониманием принимать благотворительность богатых, а также о том, как любовь и труд перевоспитали сына владельца фабрики.
Владелец шоколадной фабрики Адольф Вилим хочет женить своего избалованного сына Алика на богатой невесте Нине. Однако случайно тот встречает Зузку Пештову, падчерицу нищего Пешты, и влюбляется в неё. Благодаря её влиянию, Алик начинает интересоваться бизнесом. Однако Нина пытается вернуть жениха любыми доступными способами.

## В ролях
- Гуго Гаас — Йозеф Пента, нищий
- Антонина Недошинска — Алоиза Пештова
- Йиржина Штепничкова — Зузка Пештова
- Адина Мандлова — Нина Штепанова
- Олдржих Новый — Альфонс, дворецкий
- Ружена Шлемрова — госпожа Штепанова
- Йиндржих Плахта — Павел
- Ян Пивец — Фред Крупичка
- Сватоплук Бенеш — член общественного клуба
- Павел Гербен — Алик
- Рудольф Дейл (старший) — Адольф Вилим, владелец шоколадной фабрики